# Alte Rechte (Vereinigte Staaten)
Die Alte Rechte (englisch: Old Right) ist eine informelle Bezeichnung für einen Zweig des Konservatismus in den Vereinigten Staaten, der von 1910 bis Mitte der 1950er Jahre am stärksten ausgeprägt war, aber nie zu einer organisierten Bewegung oder einer eigenen Partei wurde. Der Alten Rechten gehörten sowohl Demokraten (besonders in den Südstaaten) als auch Republikaner an. Sie verband Sozialkonservatismus mit außenpolitischem Isolationismus und einer Ablehnung jeglicher Ausweitung der zentralstaatlichen Macht, insbesondere des Sozialstaates. Nach dem Beginn des Kalten Krieges begannen die meisten prominenten Konservativen ein anhaltendes internationales Engagement der Vereinigten Staaten gegen die weltweite Ausbreitung des Kommunismus zu unterstützen. Auch begannen sie ihren Frieden mit den sozialen Maßnahmen des New Deal zu schließen, welche die Besteuerung erhöht hatten. Sie behielten jedoch ihren Sozialkonservatismus bei. In der Folgezeit waren Denkmuster der Alten Rechten vorwiegend bei den Paläokonservativen und den Paläolibertären zu finden, bevor einige Ideen später von Donald Trump reaktiviert wurden.

## Geschichte
Die Alte Rechte entstand, als sich die Republikanische Partei 1910 in zwei Flügel aufspaltete, und war innerhalb dieser Partei bis in die 1940er Jahre hinein einflussreich. Sie verdrängten 1912 Theodore Roosevelt und seine Anhänger, die sich der Progressive Party anschlossen. Nach 1933 gehörten der Alten Rechte auch die Gruppen innerhalb der Demokratischen Partei an, die sich gegen den New Deal von Franklin D. Roosevelt stellten. Konservative Republikaner und Demokraten arbeiteten in der in den 1930er Jahren geschlossenen Konservativen Koalition zusammen, welche im US-Kongress bis in die 1960er Jahre sehr einflussreich blieb. Die Alte Rechte befürwortete zu Beginn des Zweiten Weltkriegs eine nicht-interventionistische Politik in Europa und war gegen den Kriegseintritt der USA. Gegen diesen mobilisierte sie im America First Committee. Nach dem Krieg stellte sie sich gegen die Innen- und Außenpolitik von Präsident Harry Truman, darunter die Fortführung der New-Deal-Maßnahmen und die Intervention in Korea. Die letzte große Schlacht wurde von Robert A. Taft, Senator aus Ohio, geführt, der als Altrechter 1952 bei der Nominierung zum republikanischen Präsidentschaftskandidaten von Dwight D. Eisenhower besiegt wurde. Die neue konservative Bewegung, die später von William F. Buckley, Jr., Barry Goldwater und Ronald Reagan angeführt wurde, übernahm einen Großteil des innenpolitischen Konservatismus der Alten Rechten, brach aber in der Außenpolitik mit ihm, indem sie Freihandel und eine aggressive, internationalistische und interventionistische Außenpolitik forderte. Dies stellt den Übergang von „Old Right“ zur „New Right“ dar.
Paläokonservative und Paläoliberale wurden oft als Nachfolger der Alten Rechten im späten 20. und im frühen 21. Jahrhundert betrachtet. Beide Gruppen versammeln sich oft hinter Slogans der Alten Rechten wie „America First“ und teilen ähnliche Ansichten wie die Alte Rechte, die gegen den New Deal und die US-Beteiligung am Zweiten Weltkrieg war. Einige der Ideen der Alten Rechten erlebten durch die Präsidentschaftskandidaturen 2008 und 2012 von Ron Paul und durch die Präsidentschaftswahlen 2016 und 2024 von Donald Trump ein Wiederaufleben. So belegte der Trumpismus einige Programme der alten Rechten neu, wie die Ablehnung des Freihandels und Kritik an ausländischen Interventionen.

## Ansichten
Die Anhänger der Alten Rechten wurde durch ihre sozialkonservativen Ansichten verbunden, darunter ihre Unterstützung von traditioneller Moral und Autorität. Sie lehnte die Sozialreformen der Progressive Era wie z. B. das Frauenwahlrecht und den Aufbau eines Wohlfahrtsstaats ab. In der Wirtschaftspolitik schloss die Bewegung Anhänger des Laissez-faire-Liberalismus ein, enthielt jedoch auch agrarische Traditionalisten, welche eine prämoderne ländliche und kommunitäre Gesellschaftsform wiederherstellen wollten. Dieser agrarische Flügel war vor allem in den Südstaaten stark. Dieser „forderten eine Rückkehr zur kleinteiligen Wirtschaft des ländlichen Amerikas, um die kulturellen Annehmlichkeiten der Gesellschaft, die sie kannten, zu erhalten.“ Vor allem, so schrieb Murray Rothbard, einte die Alte Rechte der Widerstand gegen das, was sie als die Gefahr einer „Diktatur“ durch den demokratischen Präsidenten Franklin D. Roosevelt und sein New-Deal-Programm ansahen.

## Bekannte Persönlichkeiten
Folgende bedeutende Persönlichkeit wurden mit der Alten Rechten in Verbindung gebracht:
- John W. Bricker, Senator und Gouverneur von Ohio
- Harry F. Byrd senior, Senator
- Calvin Coolidge, US-Präsident
- Hamilton Fish III, Kongressabgeordneter
- Warren G. Harding, US-Präsident
- William Randolph Hearst, Verleger
- Herbert Hoover, US-Präsident
- Alfred E. Smith, Gouverneur von New York
- Robert A. Taft, Senator
- William Howard Taft, US-Präsident